# Ejler Allert

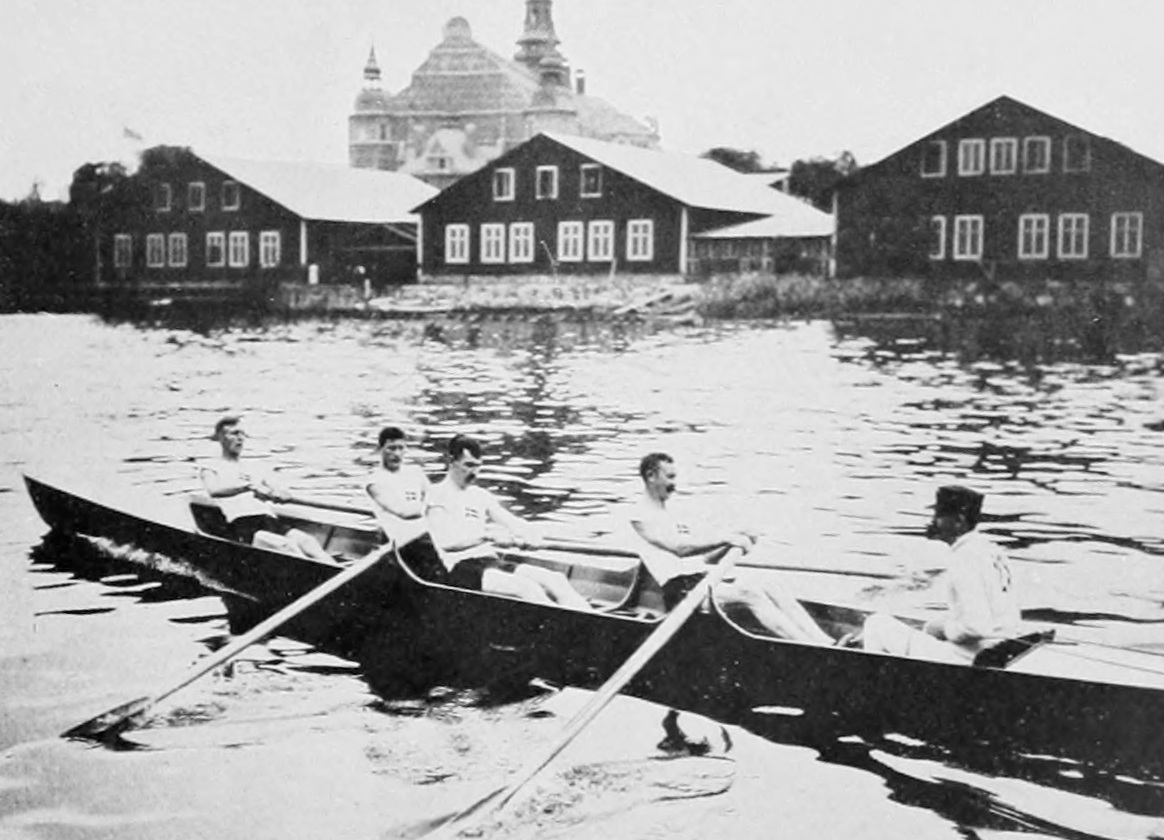
Fotografia del grup guanyador de la medalla d'or als Jocs Olímpics d'estiu de 1912.

Ejler Arild Emil Allert (Tingsted, Guldborgsund, Sjælland, 27 de novembre de 1881 – Rødovre, Hovedstaden, 25 de març de 1953) va ser un remer danès que va competir a començaments del segle xx.
El 1912 va prendre part en els Jocs Olímpics d'Estocolm, on guanyà la medalla d'or en la competició del quatre amb timoner, inriggers del programa de rem, formant equip amb Jørgen Hansen, Carl Møller, Carl Pedersen i Poul Hartmann.